# Pijawki ryjkowe
Pijawki ryjkowe (Rhynchobdellida) – rząd pijawek obejmujący wyłącznie wodne gatunki, których gardziel jest przekształcona w umięśniony, wysuwalny ryjek (proboscis) rurkowatego kształtu. Ich ciało jest zbudowane z 34 segmentów. Mają skomplikowany układ krwionośny oddzielony od wtórnej jamy ciała. Ich krew jest bezbarwna. Produkują spermatofory.
Są to gatunki słodkowodne lub morskie, krwiopijne, pasożytujące na bezkręgowcach i kręgowcach. 
Znanych jest około 300 gatunków, które na podstawie wtórnego pierścieniowania grupowane są w rodzinach: 
- Glossiphoniidae
- Ozobranchidae
- Piscicolidae

W Polsce występują 33 gatunki pijawek ryjkowych, m.in. pijawka rybia, pijawka kacza i odlepki z rodzaju Glossiphonia.